# Desperado (lied)
Desperado is een van de bekendste liederen van The Eagles, terwijl het nooit op single is verschenen. Het nummer wordt gezien als muzikale handtekening van de band destijds, we spreken ongeveer vier jaar voor Hotel California. Het lied gaat over de "desperado" (Lett. "Wanhopige"), wat een oud Spaans woord is voor onder meer vogelvrijen en struikrovers, maar in dit geval verwijst naar de archetypische eenzame cowboy die te paard de afrasteringen en hekken controleert van uitgestrekte ranches in het Wilde Westen. We krijgen een blik in zijn zelfgekozen eenzaamheid in de natuur en in de liefde, die hij niet wil toelaten of opzoeken. Hij wordt beschreven als een geharde persoon, die de moeilijkheden van het klimaat evenzeer trotseert als zijn gemis aan de liefde in zijn leven, waardoor hij voor altijd eenzaam dreigt te blijven. Het lied met het bijbehorende album kent veel verwijzingen naar de serie De Daltons.

## Musici
- Don Henley – slagwerk, percussie, eerste zangstem
- Randy Meisner – basgitaar, akoestische gitaar, achtergrondzang
- Glenn Frey – gitaars, toetsinstrumenten waaronder piano, mondharmonica, achtergrondzang
- Bernie Leadon – gitaar, mandoline, banjo, achtergrondzang

Het lied is afkomstig van hun elpee Desperado, dat in tegenstelling tot wat het thema doet vermoeden is opgenomen in de Island Studios te Londen onder leiding van Glyn Johns, destijds voornamelijk producer van folkmuziek. Na het blijvende succes verscheen het op Greatest Hits en Livealbums van de band. Het lied werd door zijn succes vele malen gecoverd door diverse artiesten waarvan de bekendsten zijn Linda Ronstadt, The Carpenters en Johnny Cash. Een zo succesvol nummer ontsnapte uiteraard niet aan "Weird Al" Yankovic, die het de titel Avocado meegaf.
In zijn film Unforgiven speelde Clint Eastwood (ooit cowboy in Rawhide) jaren later een personage dat doet denken aan een ander type desperado, iemand die probeert los te komen van zijn eigen gewelddadigheid en wetteloosheid.

## Evergreen Top 1000
| Evergreen Top 1000 "Desperado" | Evergreen Top 1000 "Desperado" | Evergreen Top 1000 "Desperado" | Evergreen Top 1000 "Desperado" | Evergreen Top 1000 "Desperado" | Evergreen Top 1000 "Desperado" | Evergreen Top 1000 "Desperado" | Evergreen Top 1000 "Desperado" | Evergreen Top 1000 "Desperado" | Evergreen Top 1000 "Desperado" | Evergreen Top 1000 "Desperado" | Evergreen Top 1000 "Desperado" | Evergreen Top 1000 "Desperado" | Evergreen Top 1000 "Desperado" | Evergreen Top 1000 "Desperado" | Evergreen Top 1000 "Desperado" | Evergreen Top 1000 "Desperado" |
| Jaar                           | 2008                           | 2009                           | 2010                           | 2011                           | 2012                           | 2013                           | 2014                           | 2015                           | 2016                           | 2017                           | 2018                           | 2019                           | 2020                           | 2021                           | 2022                           | 2023                           |
| ------------------------------ | ------------------------------ | ------------------------------ | ------------------------------ | ------------------------------ | ------------------------------ | ------------------------------ | ------------------------------ | ------------------------------ | ------------------------------ | ------------------------------ | ------------------------------ | ------------------------------ | ------------------------------ | ------------------------------ | ------------------------------ | ------------------------------ |
| Positie                        | -                              | -                              | -                              | -                              | -                              | -                              | 93                             | 97                             | 121                            | 74                             | 87                             | 94                             | 81                             | 70                             | 84                             | 74                             |

## NPO Radio 2 Top 2000
"Desperado" landde in 2017 op plaats 106 van de Radio 2 Top 2000, waarmee het achter Hotel California (2e plaats) en The Last Resort (plaats 104) het op twee na hoogste nummer van Eagles in de lijst is.

| Nummer met noteringen in de NPO Radio 2 Top 2000 | '99 | '00 | '01 | '02 | '03 | '04 | '05 | '06 | '07 | '08 | '09 | '10 | '11 | '12 | '13 | '14 | '15 | '16 | '17 | '18 | '19 | '20 | '21 | '22 | '23 | '24 |
| ------------------------------------------------ | --- | --- | --- | --- | --- | --- | --- | --- | --- | --- | --- | --- | --- | --- | --- | --- | --- | --- | --- | --- | --- | --- | --- | --- | --- | --- |
| Desperado                                        | 193 | 209 | 163 | 86  | 106 | 137 | 115 | 108 | 93  | 106 | 75  | 96  | 100 | 127 | 119 | 114 | 137 | 103 | 106 | 159 | 165 | 165 | 184 | 189 | 232 | 206 |

1. ↑  Een vetgedrukt getal geeft de hoogste notering aan.